# Roxana Mînzatu
Roxana Mînzatu, romunska političarka, * 1. april 1980, Brașov.
Je nekdanja uradnica lokalne vlade in vodja projektov Evropske unije v Romuniji. Leta 2016 je bila izvoljena v romunsko poslansko zbornico, leta 2019 pa imenovana za ministrico za evropske sklade. 
Leta 2024 je bila izvoljena za poslanko v Evropskem parlamentu. 1. decembra istega leta je nato prevzela položaj podpredsednice Evropske komisije in komisarke za spretnosti, izobraževanje, kakovostna delovna mesta in socialne pravice v II. komisiji Ursule Von der Leyen.

## Mladost in izobraževanje
Mînzatu se je rodila 1. aprila 1980 v Brașovu. Leta 2002 je diplomirala iz politologije na Univerzi v Bukarešti in leta 2005 na krščanski univerzi Dimitrie Cantemir magistrirala iz evropskih integracij. Od leta 2004 do 2006 je bila zaposlena na Ministrstvu za evropske integracije. Kasneje je delala kot vodja in svetovalka pri več projektih, predvsem tistih, ki jih financira Evropska unija. Med drugim je vodila tudi neprofitno poslovno šolo.

## Politična kariera
Mînzatu se je vključila v lokalne politične dejavnosti znotraj Socialdemokratske stranke (PSD). Bila je članica sveta okrožja Brasov (2004–2008, 2011–2012, 2016). Leta 2015 je bila imenovana za državno sekretarko na ministrstvu za evropske sklade, nato pa je vodila Nacionalno agencijo za javno naročanje (ANAP).
Leta 2016 je bila izvoljena v romunsko poslansko zbornico, kjer je postala sekretarka odbora za industrijo in storitve ter članica odbora za evropske zadeve. Junija 2019 je bila imenovana za ministrico za evropske sklade v vladi Viorice Dăncilă s posebnim ciljem pospeševanja razvoja v ključnih sektorjih, kot sta vodna in kanalizacijska infrastruktura ter digitalizacija. Vendar je bila vlada oktobra istega leta po izglasovani nezaupnici odstavljena. Na državnih volitvah leta 2020 ni kandidirala in se je vrnila k poslovnim dejavnostim. Na volitvah v Evropski parlament leta 2024 je njena stranka sklenila zavezništvo z Nacionalno liberalno stranko (PNL), Roxana Mînzatu pa je bila izvoljena za poslanko. V parlamentu je postala del skupine Progresivno zavezništvo socialistov in demokratov in članica odbora za regionalni razvoj.
Romunija jo je predlagala za novo evropsko komisarko. 1. decembra je prevzela resor za spretnosti, izobraževanje, kakovostna delovna mesta in socialne pravice v II. komisiji Von der Leyen. Obenem je postala tudi ena od podpredsednic Evropske komisije.